# Fresne-Saint-Mamès
Fresne-Saint-Mamès település Franciaországban, Haute-Saône megyében. Lakosainak száma 491 fő (2022. január 1.). Fresne-Saint-Mamès Soing-Cubry-Charentenay, Saint-Gand, Vellexon-Queutrey-et-Vaudey és La Romaine községekkel határos.

## Népesség
A település népességének változása:
| Lakosok száma | 517  | 512  | 513  | 505  | 500  | 497  | 495  | 493  | 491  |
|               | 2013 | 2015 | 2016 | 2017 | 2018 | 2019 | 2020 | 2021 | 2022 |